# ایوان سرگئی
ایوان سرگئی (انگلیسی: Ivan Sergei؛ زادهٔ ۷ مهٔ ۱۹۷۱) یک هنرپیشه اهل ایالات متحده آمریکا است. وی از سال ۱۹۹۰ میلادی تاکنون مشغول فعالیت بوده‌است.
او در فیلم نقطه مقابل سکس، سوخته و نوعی زیبایی بازی کرده است.